# Torgiano
Torgiano je italská obec v provincii Perugia v oblasti Umbrie.
V roce 2012 zde žilo 6 576 obyvatel.
Nacházejí se zde architektonické památky jako hrad Castello di Rosciano, věž Torre Baglioni a kostely Chiesa di Santa Maria dell'Olivello a Chiesa di San Bartolomeo. Ve čtvrti Brufa byl založen sochařský park. Město je zařazeno na seznam Nejkrásnějších historických sídel v Itálii.
Místní vína mají označení DOC, pěstují se odrůdy Canaiolo, Merlot, Chardonnay, Sangiovese a Rulandské šedé. V Torgianu se nachází vinařské muzeum v paláci rodiny Baglioni a muzeum olivového oleje.
Ve městě se narodil hudebník Ciro Scarponi.

## Sousední obce
Bastia Umbra, Bettona, Deruta, Perugia

## Vývoj počtu obyvatel
Zdroj: 